# ادريانو شنايدر
ادريانو شنايدر هو باحث طبي برازيلي، ولد في 20 أغسطس 1988 في بورتو أليغري في البرازيل.